# Bohunicei atomerőmű
A bohunicei atomerőmű, másként apátszentmihályi atomerőmű (szlovákul Atómové elektrárne Bohunice, EBO) Szlovákia nyugati felén, a nagyszombati járásban, a valamikori Apátszentmihály, a mai Jászlóapátszentmihály község mellett, attól 2,5 km-re északkeletre fekvő atomerőmű.
A létesítménynek kettő külön erőműve üzemel, a V-1 és a V-2, mindegyikben kettő atomreaktor blokk termel.
Mind a négy reaktor szovjet (VVER 440) V213 típusú, nyomottvizes reaktor. (Az paksiakkal azonosak.)
1972 és 1985 között, több lépésben kapcsolták be a csehszlovák állami energiarendszerbe.
Évente átlagosan nagyjából 12 000 GWh elektromos áramot termel. Emellett a közelében elhelyezkedő Nagyszombatot (Trnava) lakótelepeit látja el a távfűtéshez szükséges energiával, a V-2-ről. A rendszer része egy 1987-ben megrendelt fűtő szállítóvezeték. 1997-ben elkezdtek egy Újvároska (Lepoldov) és Galgóc (Hlohovec) ellátásáért felelős oldalvezetéket is kiépíteni.
Az elavult, KS-150-es, A-1 reaktor 1977. február 22-én történt, ismételt beindításnál egy, a hétfokozatú Nemzetközi Nukleáris Eseményskálán (INES) 4-nek értékelt (a legmagasabb belső szintű) baleset történt.

## Bezárása
Az Európai Unióhoz (EU) történt csatlakozáskor Szlovákia kénytelen volt megígérni, hogy a V-1 erőműben leállítja a két reaktort. Az elsőt 2006 végén, a másodikat 2008. december 31-én állították le. A csatlakozási szerződés előírásai lehetőséget adnak a reaktorok szükséghelyzet esetén történő újraindítására.
Az orosz–ukrán gázvita következtében 2009 januárjában nem érkezett földgáz Oroszországból. 2009. január 10-én az akkori szlovák kormány a pár napja leállított reaktor sürgős újraindításáról döntött.

## Az erőmű reaktorblokkjainak áttekintő táblázata
Az apátszentmihályi atomerőműnek ma még két aktív blokkja van.
| Reaktorblokk | Reaktortípus | Nettó teljesítmény | Bruttó teljesítmény | Kivitelezés kezdete | Hálózati szinkronizáció | Üzemkezdet         | Leállítás dátuma   |
| ------------ | ------------ | ------------------ | ------------------- | ------------------- | ----------------------- | ------------------ | ------------------ |
| A-1          | KS-150       | 121 MW             | 150 MW              | 1958. augusztus 1.  | 1972. december 25.      | 1972. december 25. | 1979. május 17.    |
| Bohunice-1   | VVER-440/230 | 408 MW             | 440 MW              | 1972. április 24.   | 1978. december 17.      | 1980. április 1.   | 2006. december 31. |
| Bohunice-2   | VVER-440/230 | 408 MW             | 440 MW              | 1972. április 24.   | 1980. március 26.       | 1981. január 1.    | 2008. december 31. |
| Bohunice-3   | VVER-440/213 | 408 MW             | 440 MW              | 1976. december 1.   | 1984. augusztus 20.     | 1985. február 15.  | 2025-re tervezve   |
| Bohunice-4   | VVER-440/213 | 408 MW             | 440 MW              | 1976. december 1.   | 1985. augusztus 9.      | 1985. december 18. | 2025-re tervezve   |

## Külső hivatkozások
- Az A-1 vége
- Electricite de France In Running To Build Slovak Nuclear Plant

## Lásd még
- Mohi atomerőmű